# Sherburne Wesley Burnham
Pour les articles homonymes, voir Burnham.
Sherburne Wesley Burnham, né le 12 décembre 1838 et mort le 12 mars 1921, est un astronome américain.
Il débute l'astronomie en amateur ; durant le jour il travaille comme greffier. En dehors d'une période de quatre ans[Laquelle ?] où il est astronome à plein temps à l'observatoire Lick, il continue toute sa vie à faire de la sténographie, y compris durant la guerre de Sécession, où il travaille pour l'armée nordiste.
Pendant plus de cinquante ans, il passe tout son temps libre à l'observation, principalement la recherche d'étoiles doubles. Friedrich Georg Wilhelm von Struve et Otto Wilhelm von Struve ont répertorié un bon nombre d'étoiles doubles, à l'observatoire de Dorpat et à Poulkovo en utilisant des télescopes de 23  et   38 cm. Il était considéré dans les années 1840 que quasiment toutes les étoiles doubles accessibles aux instruments de l'époque avaient été découvertes. Burnham, avec son instrument de 15 cm, en découvre 451 nouvelles dans la période 1872-1877. La qualité de son travail lui ouvre les portes des observatoires pour accéder à des instruments plus puissants : Lick, Yerkes, etc. Il est crédité de 1 340 découvertes d'étoiles doubles.
Burnham a aussi découvert le premier de ce qui sera appelé les objets Herbig-Haro : la nébuleuse de Burnham, aussi désignée HH255.
Il reçoit la médaille d'or de la Royal Astronomical Society en 1894. L'astéroïde (834) Burnhamia est nommé en son honneur.